# Mmusi Maimane
Mmusi Aloysias Maimane (Krugersdorp, 6 giugno 1980) è un politico sudafricano, parlamentare e leader dell'Alleanza democratica dal 10 maggio 2015, nonché leader dell'opposizione nell'Assemblea Nazionale del Sudafrica dal 29 maggio 2014.
Nel 2011 è stato candidato sindaco di Johannesburg nelle elezioni comunali del 2011. In quella elezione, Maimane contribuì a far crescere considerevolmente la base elettorale del partito, ma non è stato eletto sindaco. Successivamente ha ricoperto il ruolo di leader dell'opposizione nel Consiglio comunale di Johannesburg fino a maggio 2014.